# Estrada europeia 1
A E1 ou Estrada europeia 1 é uma Estrada europeia que começa em Larne e vai até Sevilha, passando por Dublin e Lisboa.

## Troços

### Irlanda do Norte(Reino unido)
Tal como acontece com todas as outras estradas europeias no Reino Unido, a E1 não está sinalizada na Irlanda do Norte. Começa em Larne (Condado de Antrim) como a estrada A8. Uma pequena secção da A8 em Newtownabbey está sujeita aos regulamentos da autoestrada e está sinalizada como A8(M). Esta autoestrada junta-se à M2, que é muito mais longa do que a anterior, e chega a Belfast. Lá, a estrada se torna a A12, que liga a M2 com a M1. A autoestrada A1 sai da autoestrada perto de Lisburn, e continua a sul até Newry. De lá, a estrada leva à fronteira com a República da Irlanda.

### Irlanda
A autoestrada continua para a Irlanda como a autoestrada N1, que de Ballymascanlon no Condado de Louth e em diante permanece sob os regulamentos de autoestrada, e está sinalizada como a autoestrada M1. A estrada segue para o sul, chegando a Dublin, onde a E-01 pega um de seus cintos (a M50) para continuar seu caminho. Depois de sair de Dublin, a estrada passa perto de Shankill. A M11 continua ao longo de uma autoestrada, a N11, a sul de Bray, no Condado de Wicklow. Além de uma pequena seção (desvios Gorey e Arklow) que é multi-pista, o resto da estrada entre Rathnew e Arklow no Condado de Wicklow é uma estrada de uma pista ao sul de Gorey no Condado de Wexford. Seguindo esta estrada, o resto da rota na Irlanda é uma estrada de pista única que passa por várias cidades e aldeias. A N11 continua até Wexford, onde num cruzamento fora da cidade encontra a N25 de Cork.
A E-01, como todas as estradas europeias, só foi sinalizada na República da Irlanda em 2007. O anel viário de Gorey, inaugurado no mesmo ano, foi o primeiro trecho de estrada na Irlanda a ter o sinal de rota europeu, embora ele só apareça em sinais de confirmação de rota, e não em outros sinais de direção, em outros anéis em cidades menores. O número foi adicionado à maioria dos sinais de confirmação de rota na M1 em julho de 2008, e um sinal também aparece em Kilpedder, na estrada N11.

### Espanha(Galícia)
Na Galiza, a estrada liga Ferrol e Tuy, na fronteira com Portugal. Corre ao longo da autoestrada AP-9, que passa perto das cidades de La Coruña, Santiago de Compostela, Pontevedra e Vigo. A fronteira é com o rio Minho, na cidade de Tuy.

### Portugal
Em Portugal, o percurso é composto por várias partes, sempre por autoestrada:
A3 : Valença (fronteira) - Braga - Porto.
A20 : Porto - Vila Nova de Gaia
A1 : Porto - Coimbra - Lisboa.
A12 : Lisboa - Setúbal
A2 : Setúbal - Albufeira.
A22 : Albufeira - Vila Real de Santo António (fronteira).

### Espanha(Andalúzia)
Na segunda entrada de Espanha, a estrada E-1 vai de Ayamonte, na fronteira com Portugal, até Sevilha. Este troço continua através da vía rapida A-49, que passa perto da cidade de Huelva. A fronteira é com o rio Guadiana.